# الفرد هیلی
آلفرد هیلی (انگلیسی: Alfred Healey; ۱۳ ژوئیهٔ ۱۸۷۵ – ۹ سپتامبر ۱۹۶۰) ورزشکار دو و میدانی اهل بریتانیا بود.